# 阿爾凱山 (胡寧-利馬)
11°17′48″S 76°28′30″W / 11.29667°S 76.47500°W
阿爾凱山（Alcay），是秘魯的山峰，位於該國中部胡寧大區和利馬大區，由聖巴巴拉德卡爾瓦卡揚區和上阿塔維略斯區負責管轄，屬於安地斯山脈的一部分，海拔高度5,359米。